# William Morgan Sheppard
William Morgan Sheppard (Londres, 24 de agosto de 1932-Los Ángeles, California; 6 de enero de 2019) fue un actor británico que apareció en más de 100 producciones en una carrera de 50 años, desde 1962 hasta 2017.

## Biografía
Nació en una familia anglo-irlandesa. Después de graduarse en la Real Academia de Arte Dramático trabajó para la Royal Shakespeare Company en los Estados Unidos, concretamente sobre los escenarios de Broadway. Fue premiado por su interpretación en el montaje de la obra The Homecoming, de Harold Pinter.
Hizo también incursiones en la gran pantalla, participando en varias de las entregas de la saga Star Trek. Asimismo participó en la película Elvira, la dama de la Oscuridad. También es recordado por su participación en la serie de televisión MacGyver, en la que intervino durante dos temporadas. 
Su hijo, Mark Sheppard, es también actor.